# Mark Noll
Mark Allan Noll (* 1946) je americký historik, zabývající se dějinami evangelikalismu.
Působil od roku 1979 na Wheaton College (Illinois), poté v roce 2006 odešel na University of Notre Dame (Indiana). Je spoluzakladatelem Institutu pro studium amerických evangelikálů (Institute for the Study of American Evangelicals), který zahájil svou činnost v roce 1982.
Jeho vědecká činnost přispěla k porozumění přesvědčení a praktik amerických evangelikálů v minulosti i současnosti. K jeho nejvýznamnějším monografiím patří The Scandal of the Evangelical Mind (1994).